# アトロポス (小惑星)
アトロポス (273 Atropos) は小惑星帯にある典型的な小惑星である。1888年にウィーンでヨハン・パリサによって発見された。
ギリシア神話に登場するモイライ（運命の女神）三姉妹の末妹、アトロポスから名付けられた。
2007年8月に茨城県で掩蔽が観測された。また、同年の全世界規模での観測から、自転周期がほぼ24時間であることが判明した。